# Buffalo Sabres
Los Buffalo Sabres (en español, Sables de Búfalo) son un equipo profesional de hockey sobre hielo de los Estados Unidos con sede en Búfalo, Nueva York. Compiten en la División Atlántico de la Conferencia Este de la National Hockey League (NHL) y disputan sus partidos como locales en el KeyBank Center.

## Historia

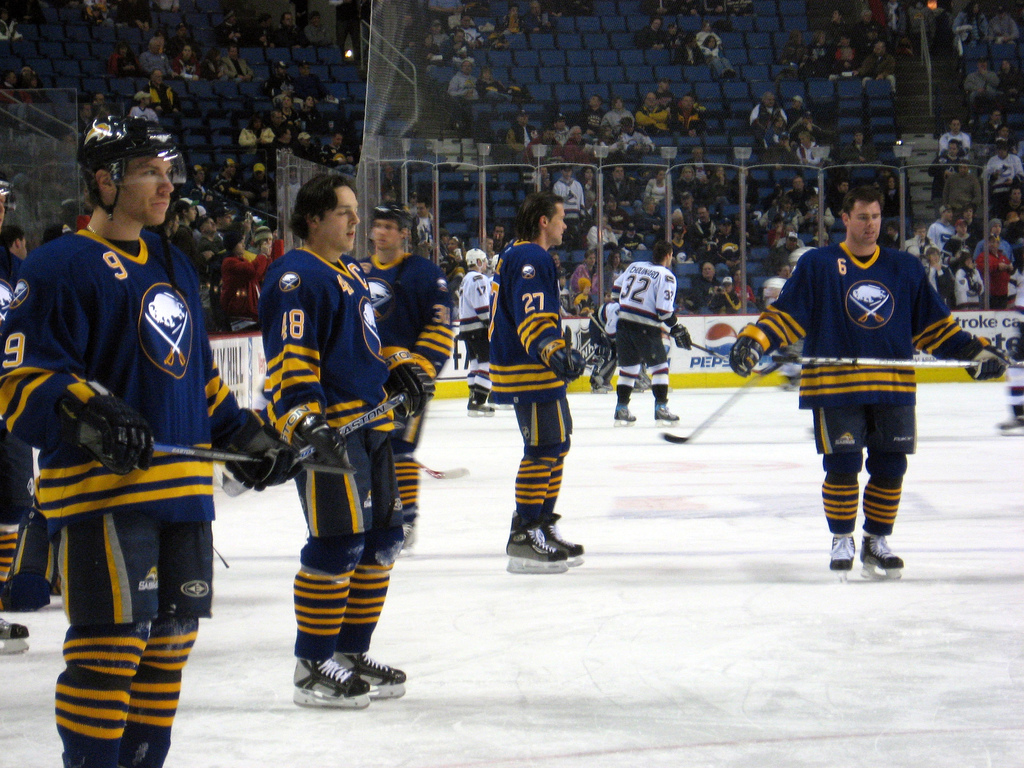
Fotografía de 2007. En ella, se ve la equipación alternativa que emplea el primer logo de los Sabres (1970-1997).

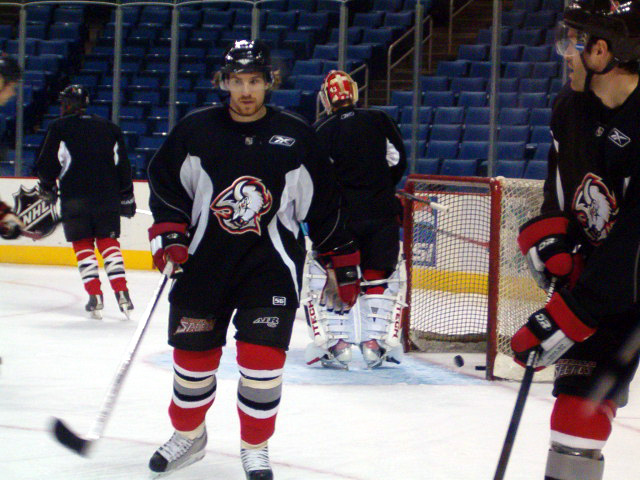
Derek Roy con la equipación empleada desde 1997 hasta 2006.

### Comienzos de la franquicia
Los Sabres fueron, junto a Vancouver Canucks, una de las dos franquicias de expansión que aparecieron a partir de la temporada 1970-71 de la NHL. Sus primeros propietarios fueron Seymour Knox III y Northrup Knox, dos miembros de una familia de empresarios y banqueros del oeste de Nueva York, y el equipo causó expectación en una ciudad que ya contaba con equipos de éxito en las ligas inferiores. El nombre escogido para la franquicia fue Sabres (sables).
El equipo, que disputó sus primeras temporadas en el Buffalo Memorial Auditorium, consiguió la primera elección de draft en su temporada de debut, eligiendo al jugador franco-canadiense Gilbert Perrault. En su temporada de debut Perrault consiguió anotar 38 goles, y por ello fue premiado con el Calder Memorial Trophy al mejor novato del año. A pesar de ello, los Sabres no consiguieron clasificarse para playoffs en su estreno. En años posteriores se sumaron a Perrault el novato Rick Martin, que rompió la marca de Gilbert en su temporada de debut con 44 tantos, y el jugador de Pittsburgh Rene Robert. Estos tres jugadores formarían lo que algunos periodistas denominaron como "The French Connection", en homenaje a su origen franco-canadiense, y fueron los artífices de la primera clasificación de los Sabres para playoff en la temporada 1972-73.
Tras un año sin jugar la fase final, en la temporada 1974-75 los Sabres volvieron a clasificarse como campeones de su División. El equipo llegó a la final de la Stanley Cup, pero perdió en seis partidos ante Philadelphia Flyers. Una temporada después el equipo ficharía al goleador Danny Gare, que continuó su racha en los Sabres desde la campaña 1975-76. Durante los siguientes años el equipo lograría un campeonato de Conferencia en 1980, y fueron los primeros de Estados Unidos en vencer a un combinado de la Unión Soviética cuando éstos estaban de gira por el país americano. La "French Connection" se rompió con el inicio de la década de 1980.

### Década de 1990
Tras varias temporadas en las que el equipo, a pesar de clasificarse, no llegó a hacer nada destacable en los tramos finales, se produjo la llegada al banquillo de Buffalo del entrenador Ted Nolan en 1995-96 y la última temporada del equipo en el Buffalo Memorial Auditorium, ya que el equipo se mudó al HSBC Arena al año siguiente. También supuso el regreso de Randy Burridge, que anotó 25 goles.
Nolan y los Sabres consiguieron, en su temporada de debut en el nuevo estadio, proclamarse campeones de División en lo que fue su primer título en 16 años. Ted Nolan logró el Trofeo Jack Adams al mejor entrenador, y destacó en el equipo la labor de Dominik Hašek como portero, que en una temporada sensacional para él obtuvo el Trofeo Hart y el Trofeo Vezina. Sin embargo, las tensiones y malas relaciones entre Ted Nolan y Dominik Hasek se hicieron especialmente patentes durante los playoff, y el equipo cayó en semifinales de Conferencia.
El fundador del equipo, Seymour Knox, fallece el 22 de mayo de 1996. Durante la temporada, su hermano Northrop vendió el equipo al propietario de la empresa Adelphia Communications, John Rigas. El nuevo dueño despidió al director general, John Muckler, y el portero Dominik Hasek, que le apoyaba, reveló en una rueda de prensa de la ceremonia de premios de la NHL que no respetaba al entrenador Nolan. El nuevo director general, Darcy Regier, terminó cesando a Nolan de su cargo y este rechazó entrenar a otros equipos hasta el año 2006. Le sustituiría como técnico Lindy Ruff, anterior campitán del equipo. Otros de los cambios en el equipo fueron estéticos, ya que los Sabres cambiaron su escudo y equipaciones.
A pesar de que la marcha del equipo técnico suscitó dudas, los Sabres consiguieron clasificarse para playoffs. En la temporada 1997-98, un equipo que contaba con Hasek, el goleador Miroslav Šatan, Donald Audette, Michael Peca y Matthew Barnady consiguió proclamarse campeón de la Conferencia y llegar a las finales de la Stanley Cup de 1999. En la final perdieron ante Dallas Stars en seis juegos.

### Década de 2000
Buffalo no pudo igualar la temporada anterior, y con una plantilla mermada por las lesiones el equipo fue eliminado con rapidez en los playoff. Posteriormente algunos jugadores como Peca abandonaron el equipo, y en el año 2002 los Sabres afrontarían la marcha de su jugador estrella, Dominik Hasek, a los Detroit Red Wings. Esto mermó al equipo, que durante tres años se perdió los playoff, y le obligó a realizar una reestructuración.
Por otro lado, en verano de 2002 John Rigas y sus hijos son arrestados por fraude y estafa, lo que generó una inestabilidad en la estructura del club. La NHL tomó el control del equipo y lo puso a la venta, siendo adquirido en la temporada 2002-03 a un consorcio liderado por Tom Golisano, un billonario que anteriormente intentó emprender una carrera política en el estado de Nueva York. El nuevo dueño continuó la reestructuración del club, aportó capital para saldar las deudas contraídas por el club, y quiso atraer a nuevos aficionados rebajando los precios de las entradas y los abonos.
Tras la huelga que paralizó el campeonato en 2004, el equipo regresa renovado y durante dos temporadas realiza un buen juego. Vuelve a clasificarse para los playoff en la temporada 2005-06 superando las 50 victorias por primera vez en su historia, con un juego basado en una defensa sólida formada por Teppo Numminen, Dmitri Kalinin y Henrik Tallinder, y con Tim Connolly como referencia en el ataque. Ese año llegaron a las finales de Conferencia perdiendo ante Carolina Hurricanes, eventuales campeones de la Stanley Cup. En la temporada 2006-07 los Sabres confirmaron su buena senda proclamándose campeones de División con un récord de victorias (53), puntos (113) y goles a favor, y volvieron a llegar a las finales de Conferencia perdiendo ante Ottawa Senators.

## Logo y equipación
El logotipo de los Sabres es la cabeza de un bisonte estilizada en color amarillo. El equipo ha tenido a lo largo de su historia tres escudos, y cambió a los actuales en el año 2005-06. Sin embargo, emplea el primer escudo que tuvo el equipo (un bisonte y sables) en las equipaciones alternativas.
Las equipaciones del equipo son azul en casa y blanco fuera.

## Palmarés
Presidents' Trophy
- 2006–07

Prince of Wales Trophy
- 1974–75, 1979–80, 1998–99

Bill Masterton Memorial Trophy
- Don Luce: 1974–75
- Pat LaFontaine: 1994–95

Calder Memorial Trophy
- Gilbert Perreault: 1970–71
- Tom Barrasso: 1983–84

Frank J. Selke Trophy
- Craig Ramsay: 1984–85
- Michael Peca: 1996–97

Hart Memorial Trophy
- Dominik Hasek: 1996–97, 1997–98

Jack Adams Award
- Ted Nolan: 1996–97
- Lindy Ruff: 2005–06

King Clancy Memorial Trophy
- Rob Ray: 1998–99

Lady Byng Memorial Trophy
- Gilbert Perreault: 1972–73

Lester B. Pearson Award
- Dominik Hasek: 1996–97, 1997–98

Lester Patrick Trophy
- Pat LaFontaine: 1996–97
- Scotty Bowman: 2000–01

NHL Plus/Minus Award
- Thomas Vanek: 2006–07

Vezina Trophy
- Don Edwards y Bob Sauve: 1979–80
- Tom Barrasso: 1983–84
- Dominik Hasek: 1993–94, 1994–95, 1996–97, 1997–98, 1998–99, 2000–01

William M. Jennings Trophy
- Tom Barrasso y Bob Sauve: 1984–85
- Dominik Hasek y Grant Fuhr: |1993–94
- Dominik Hasek: 2000–01